# Zurückgebogener Amarant
Der Zurückgebogene Amarant (Amaranthus retroflexus), auch Zurückgekrümmter Fuchsschwanz oder Rauhaariger Amarant genannt, ist eine Pflanzenart innerhalb der Familie der Fuchsschwanzgewächse (Amaranthaceae). Er ist in Mitteleuropa ein häufiges, wärmeliebendes „Unkraut“ in Mais- und Zuckerrübenfeldern, in Haus- und Gemüsegärten sowie in Weinbergen.

## Beschreibung

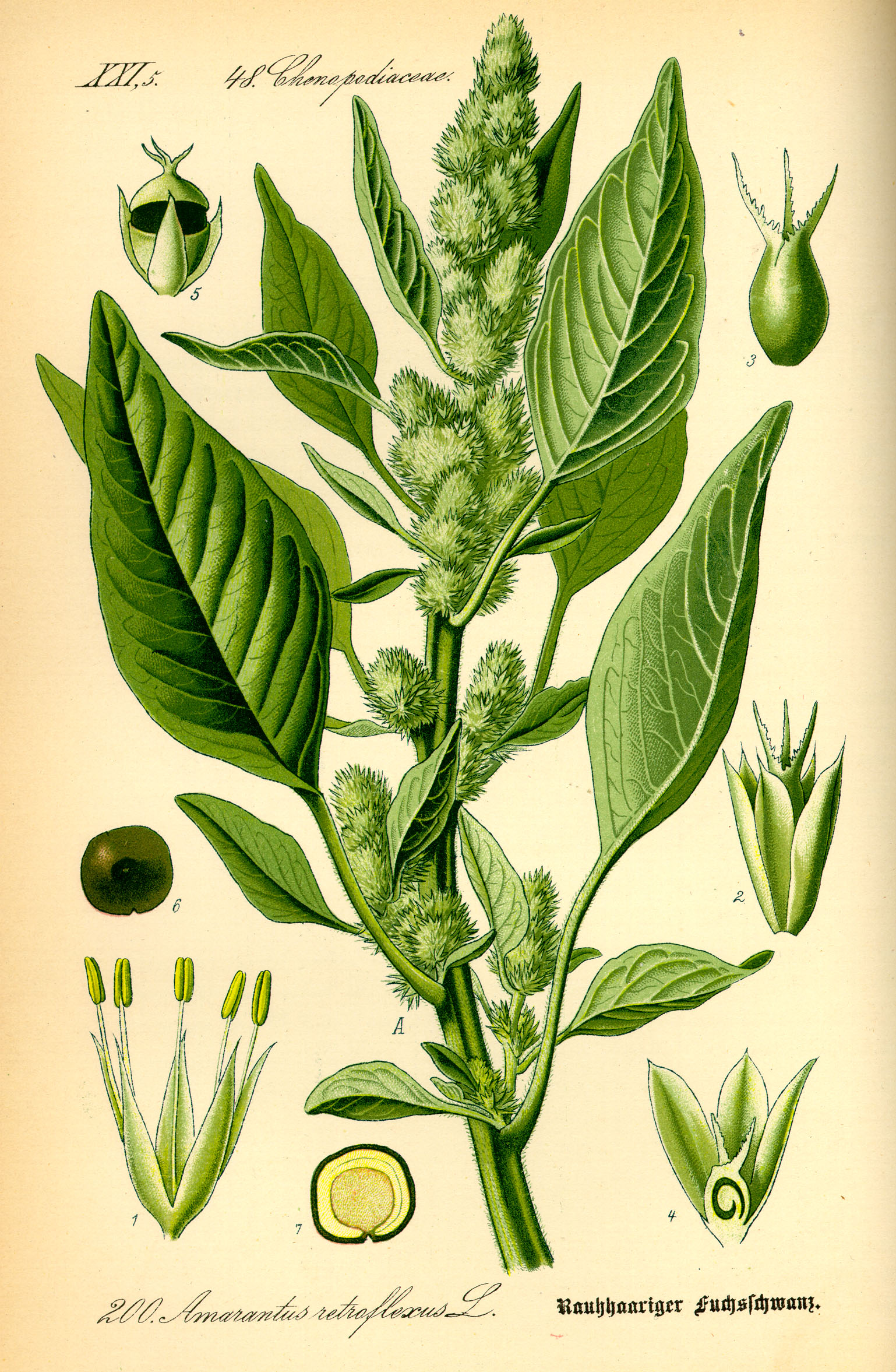
Illustration des Rauhaarigen Amarants (Amaranthus retroflexus)

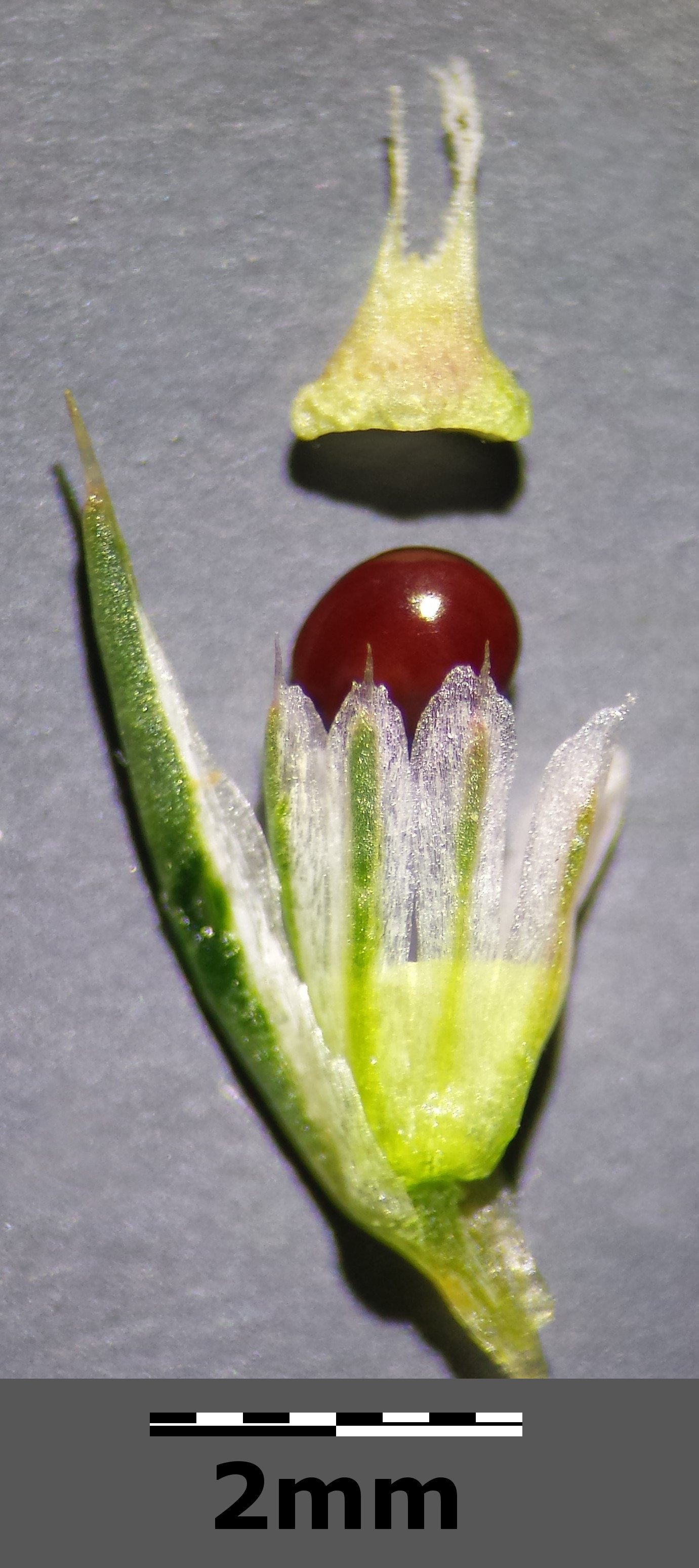
Geöffnete Deckelkapsel mit Samen und Vorblatt (links). Die Perigonblätter sind spatelförmig und besitzen eine kurze Grannenspitze.

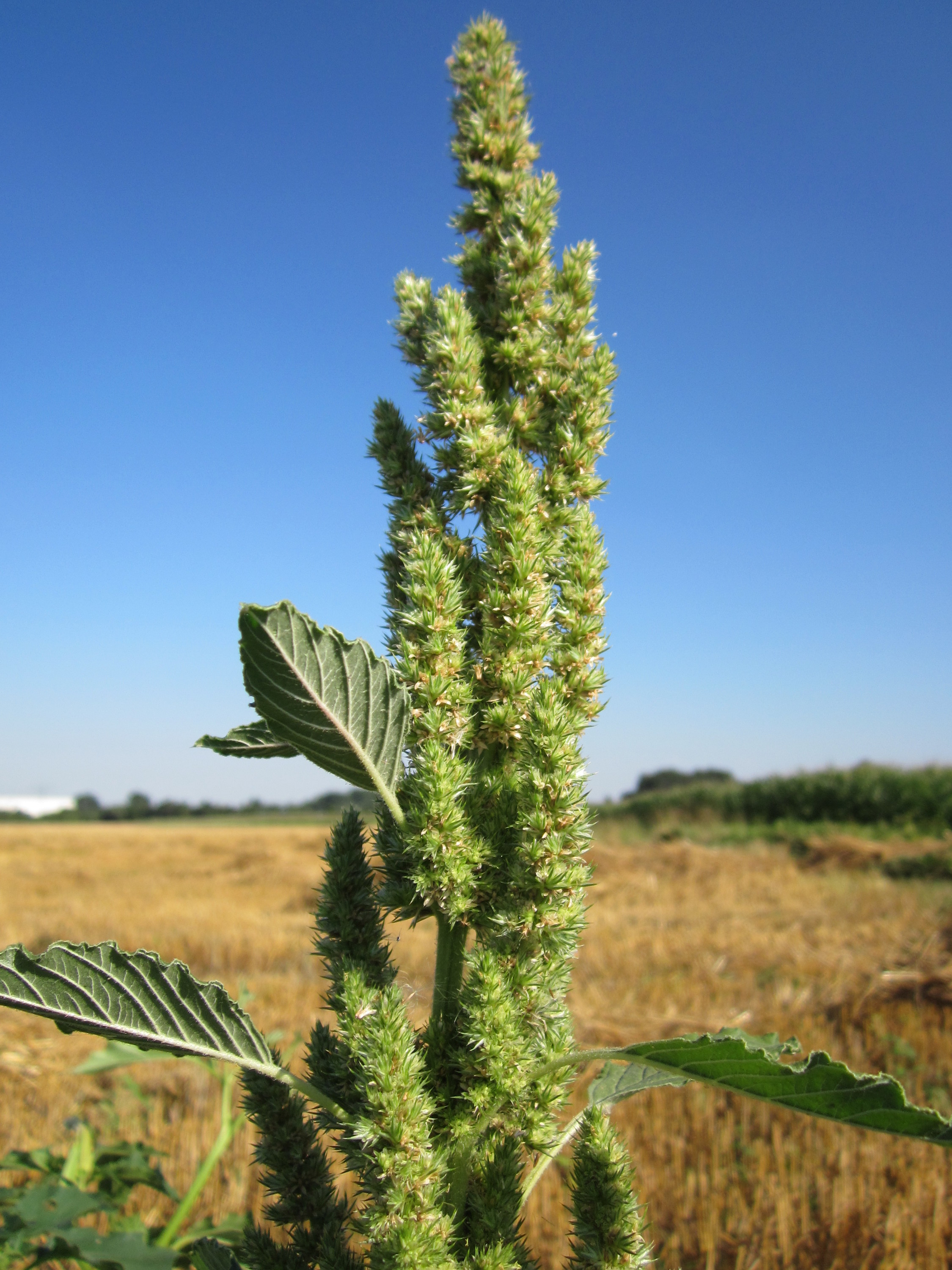
Rauhaariger Amarant (Amaranthus retroflexus)

Der Rauhaarige Amarant wächst als einjährige krautige Pflanze, die Wuchshöhen von 15 cm bis 100 cm (meist 30 bis 40 cm) erreicht. Der aufrechte und meist aufrecht abstehend verzweigte Stängel ist flaumig-zottig bis kurz behaart und manchmal insbesondere im unteren Teil mit rötlichen Streifen überlaufen. Die Farbe der oberirdischen Pflanzenteile kann blass-grün, grasgrün oder bläulichgrün sein. Der obere Teil der bis einen Meter tiefen, dicken Wurzel ist oft rötlich oder rosafarben gefärbt.
Die wechselständigen und lang gestielten Laubblätter sind bei einer Länge von etwa 5 manchmal bis zu 10 cm lang elliptisch-zungenförmig, rhombisch bis oval. Von der Mittelrippe der Blätter gehen mehr oder weniger parallele Seitennerven ab.
Die Blütezeit reicht von Juli bis September. Der dichte, scheinährige Gesamtblütenstand setzt sich aus dichasialen Blütenknäueln zusammen und endständig einem dichten, traubigen bis ährigen Teilblütenstand. In den Blattachseln sitzen weitere, kleinere Blütenstände. Die Blütenstände sind aufrecht oder an der Spitze geneigt. Die Blüten stehen in den Achseln längerer Vorblätter. Diese etwa 5 mm langen Vorblätter der Blüten sind steif und bespitzt. Hierdurch fühlen sich die Blütenstände rau bis stachelig an. Die unscheinbaren Blüten sind fünfzählig. Die Blütenhülle ist strohig-trocken. Die Perigonzipfel der weiblichen Blüten verbreitern sich nach der Blüte vorne und werden von der Form her spatelförmig und vorne ausgerandet oder gestutzt, manchmal auch mit einer kleinen Stachelspitze.
Die Kapselfrucht öffnet sich oben mit einem tellerförmigen Deckel. Die Früchte sind dünnschalige, unregelmäßig aufreißende Kapseln, die einen glänzend schwarzen Samen bergen.

## Ökologie
Der Rauhaarige Fuchsschwanz ist ein Therophyt, sommerannuell mit im Alter verholzenden, auch den Winter überdauernden oberirdischen Pflanzenteilen. Nachts führen die Laubblätter Schlafbewegungen aus und stehen aufrecht.
Die Pflanze folgt, wie alle Arten der Gattung Amaranthus, dem C4-Weg der Photosynthese, und sie ist dadurch in warmen Lagen zu höherer Produktion fähig. Amaranthus gehört zu dem Typ, bei dem Kohlendioxid als Aspartat gebunden wird. Die Art ist ein Tiefwurzler und wurzelt bis über einen, eventuell sogar bis über zwei Meter tief.
Es liegt Windblütigkeit vor. Die verfestigten Fruchtstiele und Zweige ermöglichen Schleuderbewegungen im Wind: Es liegt ein Wind- und Tierstreuer vor. Die kleinen, nur 0,4 mg schweren Samen werden auch als Ballonflieger und als Körnchenflieger ausgebreitet. Eine Pflanze kann bis über 100.000 Samen produzieren. Die Samen sind langlebig und Wärmekeimer. Auch Bearbeitungsausbreitung durch Körnerfresser kommt vor. Daneben findet Schwimm- und Regentropfenausbreitung statt. Die Hauptausbreitung erfolgt in Mitteleuropa allerdings mit Garten- und Ackererde durch den Menschen. Fruchtreife ist von August bis Oktober.
Die Chromosomenzahl ist 2n = 32 oder 34.
Die Art zählt zu den multiresistenten herbizidresistenten Unkräutern.

## Vorkommen
Der Rauhaarige Amarant stammt aus den gemäßigten und wärmeren Gebieten des östlichen und zentralen Nordamerikas (nordöstliches Mexiko bis Kanada).
Er wurde inzwischen auf alle Kontinente verschleppt, nach Europa im 18. Jahrhundert. Der Zurückgekrümmte Fuchsschwanz ist in Mitteleuropa seit Anfang des 19. Jahrhunderts verwildert und ein Neophyt. Der erste Nachweis in Deutschland stammt aus dem Jahr 1815.
Der Rauhaarige Amarant wächst als „Unkraut“ in Weinbergen, auf Äckern, in Gärten oder an Wegrändern und ist eine Charakterart stickstoffreicher Hackfrucht-Unkraut-Gesellschaften der Ordnung Polygono-Chenopodietalia. Außerdem kommt er an den Ufern von Flüssen vor, da die Samen sich leicht über das Wasser verbreiten können, und gedeiht dann in Gesellschaften der Klasse Bidentetea.  Er wächst auch in Gesellschaften des Verbands Sisymbrion. Die Pflanze verträgt keinen Frost und überdauert als Samen.
Als weitere Bezeichnung für den Rauhaarigen Amarant ist für Siebenbürgen auch der Name Stirr belegt.
Der Name der Art – Zurückgebogener Amarant –  ist wenig zutreffend. Carl von Linné, dem Erstbeschreiber, lag nach Albert Thellung nur ein in einem Topf gezogenes, deformiertes Exemplar mit zurückgebogenen Ästen vor. Man sollte daher besser den deutschen Namen Rauhaariger Amarant verwenden.

## Nutzung
Diese Pflanze wird in verschiedenen Teilen der Welt als Gemüse gegessen. Es gibt in der Gattung Amaranthus keine als giftig bekannte Arten. Allerdings enthalten die Blätter Oxalsäure und können einen hohen Nitratgehalt aufweisen, falls sie auf nitratreichem Boden wachsen. Deshalb wird empfohlen, das Kochwasser abzugießen.
Der Zurückgebogene Amarant wurde von vielen indigenen amerikanischen Völkern ausgiebig genutzt. In Mexiko ist er unter den Arten, die als Quelite quintonil gegessen werden. Im indischen Bundesstaat Kerala wird aus ihm das dort populäre Gericht  Thoran gekocht.
Auch die Samen sind roh oder geröstet essbar. Sie können zu einem Mehl gemahlen werden und dann für Brot, Brei oder zum Eindicken verwendet werden.